# Wieneke Remmers
Wieneke Remmers (Vught, 12 augustus 1978) is een Nederlandse musicalactrice en regisseuse. Ze is bekend van haar rollen in onder andere Rembrandt en vooral The Sound of Music. Zij was eveneens te zien in het televisieprogramma Op zoek naar Evita als een van de potentiële Evita's. 

## Biografie
Remmers bracht haar middelbareschooltijd door op het Maurick College in Vught, waar ze de tweede plaats veroverde op het Maurick Muziekconcours. Wieneke Remmers studeerde muziektheater aan het Fontys Conservatorium en aan de Fontys Dansacademie in Tilburg. Haar zangcoach is Edward Hoepelman. Ze volgde diverse acteerworkshops bij onder andere Geert de Jong, Hans Hoes, Carine Crutzen en Henny Kaan. Ze is getrouwd met Rein Kolpa, haar tegenspeler uit The Sound of Music. Samen hebben ze een zoon en een dochter.

## Carrière
Zij was in het ensemble te zien van de musical Oliver! in het seizoen 1999-2000. Vervolgens speelde ze in de Wonderlijke Efteling Show. Voor haar rol in The Hired Man werd Remmers in 2001 genomineerd voor de John Kraaijkamp Musical Award (JKMA) voor Aanstormend Vrouwelijk Talent.
Ze verwierf bekendheid met haar rol van Blonde Greet in De Jantjes (2005). Hiervoor werd ze genomineerd voor een John Kraaijkamp Musical Award in de categorie Beste Vrouwelijke Hoofdrol. Ze speelde de rol van Grace Farrell in Annie. Voor de rol van Saskia van Uylenburgh in Rembrandt (2007) kreeg zij opnieuw een JKMA-nominatie voor de Beste Vrouwelijke Hoofdrol. Daarnaast speelde zij de bakkersvrouw in de 'kleine' musical Into the Woods in het nieuwe M-Lab. In 2007 nam zij plaats in de jury van het Maurick Muziekconcours, een jaarlijks terugkerend muziekconcours op haar oude middelbare school.
In 2008 speelde zij de blauwe fee in de musical Pinokkio van Studio 100. Van 17 september 2008 tot en met 28 juni 2009 was ze te zien als Maria in The Sound of Music, een productie van V&V Entertainment in het Efteling Theater. Voor deze rol werd zij opnieuw genomineerd voor een John Kraaijkamp Musical Award. 
Van 12 september 2009 t/m 9 mei 2010 is Remmers te zien in de musical Hairspray in een dubbelrol, nl. als moeder en gevangenisbewaarder. Zij verlaat deze productie tijdelijk om vanaf 20 november tot en met 31 januari 2010 terug te keren als Maria in The Sound of Music.

## Theater
- Oliver! - swing & understudy Charlotte
- The Hired Man - May nominatie JKMA
- A Little Night Music - Mrs. Segstrom/ understudy Petra
- Doornroosje - Karamella/ understudy Diadora
- Into the Woods - Roodkapje (Stichting op naar het Bos)
- Merrily we roll along - nieuwslezeres/ understudy Beth
- de Jantjes - Blonde Greet (nominatie JKMA)
- Annie - Grace Farell
- Rembrandt - Saskia van Uylenburgh (nominatie JKMA)
- Into the Woods - Bakkervrouw (M-Lab)
- Pinokkio - Blauwe Fee
- The Sound of Music - Maria (nominatie JKMA) (2008-2010)
- Hairspray - Moeder, gevangenisbewaarder (2010)
- The Sound of Music - Maria (2010)
- Into the Woods - Bakkersvrouw (2011)
- Toon - Riet Hermans (2011-2012)
- Bonifatius de musical - Hoofdrol (2012)
- Hij Gelooft in Mij - Ria Bremer en 1e understudy Rachel en Friedel van Galen (2012-2014)
- Sprookjesboom de Musical - juf Lianne (2014-2015)
- Sonneveld in DeLaMar - Conny Stuart (alternate van Mariska van Kolck) (2015)
- The Sound of Music - cover Maria (2015)
- Nonsens - zuster Beyonce (2016)
- Boeing Boeing - Stewardess (2017)
- Musicals Gone Mad - Hoofdrol (2017)
- Schuld - Moeder (2018-2019)
- Sprookjessprokkelaar - Moeder Stijn/Moeder Sterre (2018-2019)
- Spring Awakening - alle volwassen vrouwenrollen (2021)
- Titanic (musical) - Alice Beane e.a. (2021-2022)
- The Prom - Mrs. Green (2022-2023)
- Mamma Mia! (musical) - Rosie/ alternate Donna (2023-2024)
- Mamma Mia, the Party! - Kate (2024-2025)
- Brel, de Musical - Thérése Brel (2025-2026)

## Stemacteur
- Peperbollen - Eva (seizoen 17, afl. 5) (2021)
- Peperbollen - Eva (seizoen 18, afl. 10+12+13) (2022)[1]

## Regie
- The Wiz (2017) - Vuur en Vlam Produkties (Kampen)